# Муньос Ренхель, Хуан Хасинто
Хуа́н Хаси́нто Муньо́с Ренхе́ль (исп. Juan Jacinto Muñoz Rengel, род. 1974) — испанский писатель-фантаст, колумнист, радиоведущий.

## Биография
Родился в 1974 году в городе Малаге, Испания, окончил философский факультет в местном университете. В 1998 году основал философско-литературный журнал «Эстигма». Был колумнистом в ряде испанских СМИ — Anthropos, Ínsula, Themata, Revista de Filosofía de la Complutense, Iberomania, Clarín, Barcarola, Galerna, The Children’s Book of American Birds, Clío, El País. Несколько лет провёл в Лондоне, где писал статьи для английских газет. Удостоен более 50 литературных премий за рассказы на испанском языке. Финалист конкурса рассказа имени Марио Варгаса Льосы, а также самого престижного литературного конкурса Аргентины — Clarín Alfaguara (председателем жюри был Жозе Сарамаго).
В настоящее время проживает в Мадриде, где преподает в литературном центре Fuentetaja и ведёт литературную программу на Испанском радио. Его произведения переведены на многие языки, а также изданы на шрифте Брайля.
Последняя книга Муньоса Ренхеля Убийца-ипохондрик (El asesino hipocondríaco, 2012) стала бестселлером в Испании. Роман издан в более чем 10 странах мира, в том числе во Франции, Италии, Мексике, Канаде, Турции, Аргентине, Уругвае и Чили.

## Признание
Романы Муньоса Ренхеля переведены на основные европейские языки. Критика относит его к наиболее ярким писателям поколения. Среди своих ориентиров Фрейре называет новеллистику Борхеса, Кортасара, Кафки, С.Лема, Итало Кальвино, К.Воннегута.

## Произведения
- El sueño del otro, Penguin Random House (2013), ISBN 978-84-01-35357-4. Роман.
- El asesino hipocondríaco, Penguin Random House (2012), ISBN 978-84-01-35225-6. Роман.
- De mecánica y alquimia (2009), ISBN 978-84-936354-9-7. Фантастические рассказы.
- 88 Mill Lane (2005), ISBN 978-84-96083-85-1. Фантастические рассказы.

## Публикации на русском языке
- «Чужие коды» (рассказ), журнал «Если» — 2005. — № 9. Человечество может вздохнуть с облегчением. Ответ на вопрос вопросов — есть ли жизнь на Марсе? — найден.